# Оккетто, Акилле
Аки́лле Лео́не Окке́тто (итал. Achille Occhetto; 3 марта 1936, Турин) — итальянский политик, последний лидер Итальянской коммунистической партии (1988—1991), первый национальный секретарь ДПЛС (1991—1994).

## Биография
Родился 3 марта 1936 года в Турине. Аттестат средней школы получил в 1954 году.

### Партийная карьера
Член Итальянской коммунистической партии (ИКП) с 1952 года. В 1956 году протестовал против ввода советских войск в Венгрию. С 1960 года секретарь Итальянской федерации коммунистической молодежи (FGCI, итальянский комсомол) в Милане. В 1961 году стал руководителем национальных коммунистических университетов и директором еженедельника “Nuova Generazione”. Выступал за реабилитацию Л. Д. Троцкого, Н. И. Бухарина и других репрессированных деятелей коммунистического движения.  В 1962 году был избран национальным секретарем Итальянской федерации коммунистической молодежи (до 1966 года) и в том же году на X съезде ИКП был впервые избран в состав Центрального комитета партии, с 1966 года член Руководства ИКП, в 1966–1969 годах возглавлял отдел печати и пропаганды ЦК ИКП, отвечал за работу секретариата партии. В 1969—1977 годах возглавлял отделение ИКП на Сицилии (в 1971 был избран муниципальным советником в Палермо), в 1979 году вошёл в Национальный секретариат партии.
21 июня 1988 года, когда из-за болезни Алессандро Натта письменно обратился с просьбой освободить его от должности генерального секретаря ИКП, Оккетто при поддержке Массимо Д’Алемы на пленуме ЦК и ЦКК ИКП был избран на эту должность.
12 ноября 1989 года в Болонье, во время церемонии памяти партизан Второй мировой войны, объявил о планах реорганизации компартии (так называемый «болоньинский перелом», или Svolta della Bolognina), осуществление которых привело к роспуску ИКП и образованию 3 февраля 1991 года в Римини Демократической партии левых сил.
В 1994 году ушёл в отставку с поста лидера новой партии после её поражения на парламентских выборах и выборах в Европейский парламент. В 2004 году пошёл на европейские выборы в блоке с партией Антонио Ди Пьетро «Италия ценностей», но список набрал в Италии только 2,1 % голосов, что принесло ему два депутатских места. Оккетто уступил своё Джульетто Кьеза в расчёте занять место Ди Пьетро после того, как тот оставит Европарламент ради министерского портфеля во втором правительстве Проди. Однако, после долгих споров и при поддержке Ди Пьетро, освободившееся кресло евродепутата занял следующий в избирательном списке «Италии ценностей» — Беньямино Донничи (Beniamino Donnici), а Оккетто 14 ноября 2007 года официально отказался от своих претензий. Спустя месяц он вступил в партию демократических левых, а в 2009 году — в партию «Левые Экология Свобода» (ЛЭС).

### Депутатская карьера
С 1976 по 1987 год избирался по спискам ИКП в Палату депутатов VII—X созывов, в 1992 году избран по списку ДПЛС в Палату XI созыва, в 1994—1996 годах состоял в Палате XII созыва во фракции прогрессистов-федералистов (Progressisti — Federativo), а в 1996—2001 годах — во фракции "Левые демократы — Оливковое дерево".
С 1989 по 1998 год, а затем в 2006—2007 годах являлся депутатом Европейского парламента. С 12 сентября 2006 по 11 марта 2007 года возглавлял Делегацию по связям с Меркосур, с 26 по 28 марта 2007 года — Делегацию по связям с Парламентской ассамблеей НАТО.
В 2001—2006 годах являлся сенатором от Калабрии, входил в смешанную фракцию (Gruppo misto) Сената.